# Elegischer Gesang
Elegischer Gesang ("Canzone elegiaca"), Op. 118, è un breve pezzo di Ludwig van Beethoven composto per quartetto d'archi e coro a quattro voci miste  su lirica di Ignaz Franz Castelli (1781–1862). Anche se non pubblicato fino al 1826, risale al 1814 ed è dedicato al suo amico e mecenate barone Johann Baptist von Pasqualati di Osterberg, la cui moglie Eleonore era morta tre anni prima all'età di 24 anni. Si tratta di uno degli ultimi pezzi composti da Beethoven, ma non è molto spesso eseguito o registrato.

## Testo

### Tedesco
Sanft, wie du lebtest,
hast du vollendet,
zu heilig für den Schmerz!
Kein Auge wein' ob
des himmlischen Geistes Heimkehr.